# Pere Marí Torres
Pere Marí Torres (Sant Carles de Peralta, Santa Eulària des Riu, 1925) fou un comerciant i polític eivissenc.

## Trajectòria
Va exercir com a fiscal del jutjat de pau de Santa Eulària des Riu entre 1967 i 1971. A les eleccions pre-autonòmiques de 1979 fou elegit membre del Consell Insular d'Eivissa i Formentera com a independent amb suport d'Alianza Popular i va ser nomenat conseller de Vies, Obres i Urbanisme.
Fou elegit diputat a les eleccions al Parlament de les Illes Balears de 1983 en les llistes d'AP-PDP-UL, exercint novament com a conseller de Vies, Obres i Urbanisme fins al 1987. No es va presentar a la reelecció. El maig de 1991 fou elegit secretari de l'Associació de Persones Majors de Sant Carles de Peralta i l'octubre de 1991 president de la Federació de Clubs de Majors d'Eivissa i Formentera, càrrec que va ocupar fins al a 2008.
Va promoure l'edició de la revista Es Major i Sa Majora, el foment de l'esport entre els majors; la promoció d'activitats socioculturals per a la recuperació d'oficis i costums en vies de desaparició; iniciatives de suport i recollida de fons per a diverses ONG, i la participació en projectes de construcció de residències i centres de dia.
El 2006 va rebre la Medalla d'Or de la Comunitat Autònoma de les Illes Balears. El 2009 va rebre el Premi Illes Pitiüses.